# 乔治·贝克
乔治·皮尔斯·贝克（英語：George Pierce Baker，1866年4月4日—1935年1月6日），是美国的教育家，曾在哈佛大学、耶鲁大学担任戏剧系教授。

## 生平
1866年，出生于罗得岛州普罗维登斯。
1887年，毕业于哈佛大学。1905年，为哈佛大学教授。1912年，开设47讲习班。1925年，为耶鲁大学教授。1933年，退休。
1935年，去世。

## 著作
- 《莎士比亚作为剧作家的发展》（1907年）
- 《戏剧技术》（1919）